# John Buchan, 2. Baron Tweedsmuir
John Norman Stuart Buchan, 2. Baron Tweedsmuir CBE CD (* 25. November 1911 in London; † 20. Juni 1996 in North Berwick) war ein britischer Politiker, Autor und Peer.

## Leben und Karriere

### Frühe Jahre
Buchan wurde am 25. November 1911 als Sohn von John Buchan, 1. Baron Tweedsmuir, und Susan Charlotte Grosvenor in London geboren. Er besuchte das Eton College, wo er sich mit der Falknerei beschäftigte, und graduierte 1933 am Brasenose College an der University of Oxford mit einem Bachelor of Arts (B.A.). Von 1934 bis 1936 war er als stellvertretender Leiter der Bezirksregierung (Assistent District Commissioner) in der Kolonialverwaltung in Uganda tätig. Er erkrankte dort schwer an Amöbenruhr. 1937 bis 1939 arbeitete er bei der Hudson Bay Company.

### Zweiter Weltkrieg
Im Zweiten Weltkrieg diente er als Soldat in den Governor General's Foot Guards und gehörte zu den ersten kanadischen Truppen, die im Dezember 1939 in England landeten.
1943 war er Lieutenant-Colonel des Hastings and Price Edward Regiment. Dort wurde er stellvertretender Kommandeur (Second-in-command) und später auch Befehlshaber. Er wurde in Sizilien eingesetzt, wo er mit seinen Truppen die Festung Assoro einnahm. Hierfür wurde er zum Officer des Order of the British Empire ernannt. Er wurde außerdem zweimal mentioned in Despatches. Später wurde er verwundet und wegen vorübergehender Kampfunfähigkeit mit einem Krankentransport nach Nordafrika verlegt. Anschließend diente er im Generalstab in Italien. Er war Verbindungsmann zwischen den britischen und den kanadischen Truppen. Später wurde er Ehrenoberst seines Regiments.

### Nachkriegszeit
1940 hatte er den Titel seines Vaters nach dessen Tod geerbt. Nach dem Krieg nahm er seinen Sitz im House of Lords ein und gehörte dort für vier Jahre der größten Oppositionsfraktion an. Zwischen 1945 und 1983 beteiligte er sich mehrfach an Diskussionen im Oberhaus.
Von 1948 bis 1951 war er als Lord Rector der University of Aberdeen tätig.
Von 1950 bis 1952 war er Vorsitzender des Joint East and Central African Board. 1951 wurde er Präsident des Institute of Rural Life at Home and Overseas; er hatte dieses Amt bis 1985 inne. Daneben war er von 1955 bis 1957 Präsident der Vereinigung der Handelskammern des Commonwealth und des Britischen Königreichs (Federation of Commonwealth and British Empire Chambers of Commerce).
Buchan war 21 Jahre lang Präsident der British Schools Exploring Society (1964 bis 1985), einer Vereinigung die Forschungsexpeditionen für Jugendliche organisierte und durchführte. Von 1964 bis 1967 war er als Präsident des Institute of Export tätig, einer Einrichtung zur Förderung der Exportleistungen des Vereinigten Königreichs und zur Schaffung internationaler Handelsstandards.
Von 1971 bis 1974 war er Vorsitzender der Advertising Standards Authority (ASA), der freiwilligen Selbstkontrollbehörde für Werbeangelegenheiten. 1973 bis 1980 war er Vorsitzender des Council on Tribunals, eines ständigen Gremiums zur Überwachung und Einhaltung des 1992 in Kraft getretenen Tribunals and Inquiries Act.
Er war ebenso Mitglied in den Vorständen von British Overseas Airways Corporation, Dalgety plc und Sun Alliance. 1975 wurde er zum Fellow der Royal Society of Edinburgh gewählt.
Außerdem war er Autor mehrerer Bücher. 1951 veröffentlichte er Hudson Bay Trader, 1953 erschien Always a Countryman. Zu seinen Büchern gehört ebenfalls One Man's Happiness.
Ab 1994 hatte er gesundheitliche Probleme. Er kehrte nach Schottland zurück und lebte in North Berwick. Er starb am 20. Juni 1996 im Alter von 84 Jahren. Seinen Titel erbte sein Bruder, William Buchan, 3. Baron Tweedsmuir.

## Familie
Buchans Vorfahren waren auf einer Seite Schafzüchter und Rechtsanwälte, auf der anderen Seite gebildete Angehörige aus der englischen Oberschicht.
Er heiratete am 27. Juli 1948 Priscilla Buchan, Baroness Tweedsmuir of Belhelvie († 1978), die Tochter von Brigadegeneral Alan Fortescue Thomson und Edythe Mary Unwin, die 1970 ihrerseits zur Life Peeress erhoben wurde. Zusammen setzten sie 1954 den Protection of Birds Act durch. Das Paar lebte in Balmedie in Aberdeenshire. Sie zogen später nach Oxfordshire, wo Tweedsmuir als Kind gelebt hatte.
Sie verbrachten 15 Jahre auf Carolean Kingston House in Kingston Bagpuize.
Mit ihr hatte Buchan eine Tochter, Priscilla Susan Buchan (* 1949). Zwei Jahre nach dem Tode seiner ersten Frau heiratete er Jean Margherita Tollemache, die Tochter von Captain Humphrey Douglas Tollemache.

## Werke
- 1951: Hudson Bay Trader
- 1953: Always a Countryman
- 1968: One Man's Happiness